# Julien Faubert
Julien Faubert (Le Havre, 1 d'agost de 1983) és un futbolista internacional francès. Juga com a centrecampista i es troba actualment sense equip.

## Trajectòria

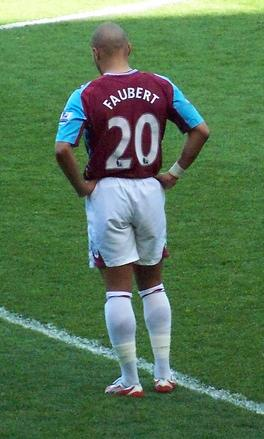
Julien Faubert al West Ham.

Es va formar com a futbolista a les categories inferiors de l'AS Cannes, arribant al primer equip el 2002. A l'equip de la Costa Blava va jugar 45 partits, marcant 4 gols. El 2004 va ser traspassat al Girondins de Bordeus, on va jugar 96 partits, marcant nou gols. El seu gran paper al Girondins li van permetre jugar 17 partits amb la selecció francesa sub-21, arribant a debutar amb l'absoluta a l'agost del 2006, marcant el gol de la victòria bleu.
El jove jugador francès va despertar l'interès de diversos clubs europeus a l'estiu de 2007, entre ells el Glasgow Rangers que va oferir 6,5 milions d'euros i el West Ham United FC que va aconseguir els serveis del futbolista per 6,1 milions de lliures.
Durant la pretemporada amb l'equip anglès, va trencar-se el tendó d'Aquil·les a un partit davant el Sigma Olomouc, restant fora dels terrenys de joc durant sis mesos. El 12 de gener de 2008 va debutar amb el West Ham a la FA Premier League, encara que sense gaire sort al patir diferents lesions que només li van permetre jugar set partits de Lliga i un de Copa.
Durant la temporada 2008-09 va començar a jugar de lateral dret, posició a la qual s'ha pogut adaptar, jugant vint partits fins al febrer.
El 30 de gener de 2009 va entrar en negociacions amb el Reial Madrid CF per una possible cessió al conjunt blanc, que es va fer efectiva per 1,5 milions d'euros amb una opció de compra a final de la temporada per 6 milions.